# Herdabilidade
A Herdabilidade é um coeficiente genético que expressa a razão da variação genética à variação total de um dado atributo numa população. A variação de um traço na população é referida como variação fenotípica, enquanto variação genética numa população é referida como variação genotípica. Assim, herdabilidade é uma razão da variação genotípica à variação fenotípica.  
A Herdabilidade depende de muitos fatores, mas, um dos mais importantes destes é a amplitude de variação nos ambientes. Quando se fala em herdabilidade é necessário lembrar que genes sempre operam dentro de contextos ambientais. Portanto, herdabilidade não significa imutabilidade, mas, sim, depende da existência de diferenças individuais. Logo, se não há diferenças individuais, não há herdabilidade.  
A herdabilidade mede a fração da variabilidade do fenótipo que pode ser atribuída à variação genética . Não é o mesmo que dizer que essa fração de um fenótipo individual é causada pela genética. Por exemplo, é incorreto dizer que, como a herdabilidade dos traços de personalidade é de cerca de 0,6, isso significa que 60% de sua personalidade é herdada de seus pais e 40% vem do ambiente. 
A herdabilidade pode mudar sem que ocorram alterações genéticas, como quando o ambiente começa a contribuir para mais variações. Como exemplo, considere que ambos os genes e meio ambiente têm o potencial de influenciar a inteligência. A herdabilidade pode aumentar se a variação genética aumentar, fazendo com que os indivíduos mostrem mais variações fenotípicas, como mostrar diferentes níveis de inteligência. Por outro lado, a herdabilidade também pode aumentar se a variação ambiental diminuir, fazendo com que os indivíduos mostrem menos variação fenotípica, como mostrando níveis de inteligência mais semelhantes. 
A herdabilidade aumenta quando a genética contribui com mais variação ou porque fatores não genéticos contribuem com menos variação; o que importa é a contribuição relativa. A herdabilidade é específica para uma população específica em um ambiente específico. A alta herdabilidade de uma característica, consequentemente, não significa necessariamente que a característica não seja muito suscetível a influências ambientais. A herdabilidade também pode mudar como resultado de mudanças no ambiente, na migração, na consanguinidade ou na maneira pela qual a herdabilidade é medida na população estudada.
A extensão da dependência do fenótipo no ambiente também pode ser uma função dos genes envolvidos. Questões de herdabilidade são complicadas porque os genes podem canalizar um fenótipo, tornando sua expressão quase inevitável em todos os ambientes que ocorrem. Indivíduos com o mesmo genótipo também podem exibir diferentes fenótipos por meio de um mecanismo chamado plasticidade fenotípica , que dificulta a mensuração da herdabilidade em alguns casos. Informações recentes em biologia molecular identificaram mudanças na atividade transcricional de genes individuais associados a mudanças ambientais. No entanto, há um grande número de genes cuja transcrição não é afetada pelo meio ambiente. 
As estimativas de herdabilidade usam análises estatísticas para ajudar a identificar as causas das diferenças entre os indivíduos. Como a herdabilidade se preocupa com a variação, é necessariamente um relato das diferenças entre indivíduos em uma população. A herdabilidade pode ser univariada - examinando uma única característica - ou multivariada - examinando as associações genéticas e ambientais entre várias características ao mesmo tempo. Isso permite testar a sobreposição genética entre diferentes fenótipos, por exemplo: cor do cabelo e cor dos olhos. O ambiente e a genética também podem interagir, e as análises de herdabilidade podem testar e examinar essas interações (modelos GxE).
Um pré-requisito para análises de herdabilidade é que haja alguma variação populacional a ser considerada. Este último ponto destaca o fato de que a herdabilidade não pode levar em consideração o efeito de fatores invariantes na população. Os fatores podem ser invariantes se estiverem ausentes e não existirem na população. Na prática, todos os traços comportamentais humanos variam e quase todos os traços mostram alguma herdabilidade
Qualquer fenótipo específico pode ser modelado como a soma dos efeitos genéticos e ambientais: 
Fenótipo ( F ) = Genótipo ( G ) + Ambiente ( A ).
A herdabilidade no sentido amplo (H²) é definida como a parte da variância fenotipica que ocorre em virtude de diferenças genéticas entre os indivíduos em uma população. Matematicamente, escrevemos isso como a razão entre a variância genética e a variância total na população. 
H² = Vg / Vx
H está ao quadrado porque é a razão de duas variâncias, que são medidas em unidades ao quadrado. H² pode variar de 0 a 1,0. Quando toda a variação em uma população ocorre em virtude de fontes ambientais e não há variação genética, então H² é igual a 0. Quando toda a variação em uma população ocorre em virtude de fontes genéticas, então Vg é igual a Vx e H² é igual a 1,0. H² é denominada "no sentido amplo" porque envolve diversos diferentes modos por meio dos quais os genes contribuem para a variação. Por exempo, uma parte da variação ocorrerá em virtude das contribuições de genes individuais. A contribuição da variação genética adicional pode ocorrer em virtude do modo como os genes atuam em conjunto, das interações dos genes ou da epistasia.
Estudos com gêmeos e as estimativas da herdabilidade que eles proporcionam podem ser facilmenre interpretados excessiva ou erroneamente. Quando indivíduos com os mesmos genótipos são criados nos mesmos ambientes, violamos a presunção do nosso modelo genético de que os genes o ambiente são independentes. Assim, para estimar a herdabilidade em seres humanos, precisamos utilizar conjuntos de gêmeos idênticos que tenham sido separados logo após o nascimento e criados em separado por pais adotivos não relacionados. 
Já a herdabilidade no sentido restrito é a razão entre a variância aditiva e a variância fenotípica. A herdabilidade no sentido restrito fornece uma medida do grau em que a constituição genética dos indivíduos determina os fenótipos de sua descendência. Os diferentes tipos de ação gênica (interação dos alelos em um locus) estão no cerne da compreensão da herdabilidade no sentido restrito. Considere um locus, B, que controla o número de flores em uma planta. O locus apresenta dois alelos, B1 e B2, e três genótipos — B1/B1, B1/B2 e B2/B2. As plantas com o genótipo B1/B1 apresentam 1 flor, plantas B1/B2 apresentam 2 flores e plantas B2/B2 apresentam 3 flores. Em um caso como esse, quando o valor do traço do heterozigoto é intermediário entre aqueles das duas classes homozigotas, ação gênica é definida como aditiva. O heterozigoto apresenta 3 flores, o mesmo que o homozigoto B2/B2. Aqui, o alelo B2 é dominante em relação ao alelo B1. Nesse caso, a ação gênica é definida como dominante. (Também poderíamos definir essa ação gênica como recessiva, com o alelo B1 sendo recessivo em relação ao alelo B1). A ação gênica não precisa ser puramente aditiva ou dominante, mas pode demonstrar dominância parcial. Por exemplo, se heterozigotos B1/B2 apresentassem 2,5 flores em média, diríamos então que o alelo B2 demonstra dominância parcial.
Podemos definir a herdabilidade no sentido restrito, que é simbolizada por uma letra minúscula h ao quadrado (h²), como a razão entre a variância aditiva a variância fenotípica total:
h² = Va / Vx = Va / Vd + Ve
Esse tipo de herdabilidade mede o quanto da variação entre os indivíduos em uma população é transmitido de modo previsível para a sua descendência. A herdabilidade no sentido restrito é o tipo de herdabilidade de interesse para cultivadores de plantas e criadores de animais, tendo em vista que proporciona uma medida de quão bem um traço responderá ao cultivo e à criação seletiva.

As diferenças nos valores de traço entre os membros de uma população podem ser resumidas por uma medida estatística, denominada variância. A variância mede até que ponto os indivíduos se desviam da média da população. A variância de um traço pode ser separada em uma parte que ocorre em virtude de fatores genéticos (a variância genética) e uma parte que ocorre em virtude de fatores ambientais (a variância ambiental). Uma presunção-chave por trás da separação da variância do traço em componentes genéticos e ambientais é que os fatores genéticos e ambientais não estão correlacionados ou são independentes.

Até que ponto a variação em relação a um traço em uma população é explicada por fatores genéticos é medida pela herdabilidade no sentido amplo (H²) do traço. H² é a razão entre a variância genética e a variância fenotípica. A herdabilidade no sentido amplo expressa o grau até o qual as diferenças nos fenótipos entre os indivíduos em uma população são determinadas por diferenças nos seus genótipos. A medida de H² em seres humanos revelou que muitos traços apresentam influências genéticas, incluindo atributos físicos, funções mentais, características de personalidade, distúrbios psiquiátricos e até mesmo atitudes políticas. Os genitores transmitem os genes, mas não os genótipos, aos seus descendentes. A cada geração, são criadas novas interações de dominância entre os alelos em um locus. Para incorporar esse fenômeno no modelo matemático em relação à variação quantitativa, o desvio genético (g) é decomposto nos desvios aditivo (a) e de dominância (d). Apenas o desvio aditivo é transmitido dos genitores para a descendência. O desvio aditivo representa a parte herdada do fenótipo no sentido restrito. A parte aditiva da variância em uma população é a parte herdada da variância. A herdabilidade no sentido restrito (h²) é a razão da variância aditiva em relação à variância fenotípica. A herdabilidade no sentido restrito fornece uma medida da magnitude em que os fenótipos dos indivíduos são determinados pelos genes que eles herdam de seus genitores. O conhecimento sobre a herdabilidade no sentido restrito de um traço é fundamental para compreender como um traço responderá ao cruzamento seletivo ou à força da seleção natural. Criadores de animais e cultivadores de plantas utilizam seu conhecimento sobre a herdabilidade no sentido restrito em relação aos traços de interesse para direcionar programas de melhoramento de plantas e animais. A herdabilidade no sentido restrito é utilizada para prever os fenótipos da descendência e para estimar o valor genético dos membros individuais da população reprodutora.